# The Times of Israel
The Times of Israel es un periódico en línea publicado en inglés, árabe, francés y mandarín, que abarca «los eventos en desarrollo en Israel, el Medio Oriente y todo el mundo judío», de acuerdo a la placa de identificación del sitio. Además de los informes de noticias editoriales y análisis, The Times acoge una plataforma de blogs de varios autores. Su sede se encuentra en el barrio de la Colonia Alemana de Jerusalén.